# Alexandre Santos (locutor)
Antonio Elio Spimpolo, mais conhecido como Alexandre Santos (São Joaquim da Barra, 28 de julho de 1939), é um narrador e apresentador esportivo brasileiro.
Foi um dos maiores narradores da história da crônica esportiva entre as décadas de 1960 a 1990.
É irmão de Sílvio Filho, radialista e plantonista esportivo das décadas de 70, 80 e 90. É tio do repórter Marcio Spimpolo.

## Carreira
Aos dois anos e meio de idade, no interior de São Paulo, foi diagnosticado com o vírus da poliomielite, mais conhecido no Brasil como paralisia infantil.
No início de carreira, como já havia um narrador homônimo, foi sugerido por Fiori Gigliotti, chefe da equipe de esportes da emissora, que criasse um novo nome para assumir os plantões da rádio. Antônio Hélio escolheu ser chamado de Alexandre, em homenagem ao irmão mais velho que já havia morrido, Santos, por causa do dia 1º de novembro, o dia de todos os santos.
Começou a carreira em 1958 na Bandeirantes e só trabalhou nesta empresa. Passou pela rádio e pela TV por assinatura BandSports. Narrou os mais diversos esportes, além de ter sido repórter de campo. Nas narrações, popularizou os bordões "Apontou, guardou!", "Bandeiras, bandeirolas, Bandeirantes" e "Cutuca que da", repetido nos momentos dos gols. Diz ter mais de 179 expressões.
Foi o idealizador do programa Gol: O Grande Momento do Futebol, dentro do Show do Esporte, tradicional programa dominical da Rede Bandeirantes na época. 
Devido a um AVC sofrido em 2002. Perdeu a voz por 2 anos, recuperou-se e voltou a trabalhar por mais alguns anos. Devido a dificuldades de se locomover , sequelas da poliomielite que se agravaram gradativamente apos o AVC, teve de interromper sua longa carreira, que ainda teria bons anos pela frente. 
Hoje vive com esposa , filhos e netos  em São Paulo.